# Colonia Marco Antonio Muñoz
Colonia Marco Antonio Muñoz är en ort i Mexiko.   Den ligger i kommunen Zaragoza och delstaten Veracruz, i den sydöstra delen av landet, 500 km öster om huvudstaden Mexico City. Colonia Marco Antonio Muñoz ligger 29 meter över havet och antalet invånare är 189.
Terrängen runt Colonia Marco Antonio Muñoz är platt. Runt Colonia Marco Antonio Muñoz är det tätbefolkat, med 343 invånare per kvadratkilometer. Närmaste större samhälle är Minatitlán, 9,4 km öster om Colonia Marco Antonio Muñoz. Omgivningarna runt Colonia Marco Antonio Muñoz är en mosaik av jordbruksmark och naturlig växtlighet.